# Cobitis evreni
Cobitis evreni és una espècie de peix de la família dels cobítids i de l'ordre dels cipriniformes.

## Morfologia
- Els mascles poden assolir 11,7 cm de llargària total.[3]

## Hàbitat
Viu en zones de clima temperat.

## Distribució geogràfica
Es troba al sud de Turquia.